# Matteo Zane
Matteo Zane (Venezia, 10 maggio 1545 – Venezia, 24 luglio 1605) è stato un politico, diplomatico e patriarca cattolico italiano.

## Biografia

### Origini ed esordi
Di famiglia patrizia, nacque da Girolamo Zane, cavaliere e più tardi procuratore di San Marco, e da Elisabetta di Matteo Vitturi.
La prima notizia sul suo conto lo vide coinvolto in una vicenda giudiziaria: nel 1570 il padre, capitano generale da Mar, aveva speculato sui rifornimenti destinati alle truppe assediate a Famagosta coinvolgendo anche i figli; arrestato il 19 febbraio 1571 su ordine degli Inquisitori di Stato, riuscì a cavarsela, ma dovette ritardare di qualche anno l'entrata in politica, avvenuta il 15 febbraio 1574 in qualità di governatore di galea.

### Carriera politica e diplomatica
Già il 22 luglio successivo, tuttavia, fu chiamato ad assistere Enrico III di Francia, giunto in visita a Venezia. Il 16 ottobre fu scelto dal Senato quale ambasciatore nel Ducato di Urbino, per porgere le condoglianze della Serenissima a Francesco Maria II Della Rovere in seguito alla morte del padre; visse nella piccola signoria tra il febbraio e il marzo 1575. Nella relazione letta in Senato, notava come i Della Rovere, abituati a vivere nello sfarzo, fossero divenuti molto impopolari a causa della difficile situazione economica. 
Seguì la nomina ad ambasciatore nel Ducato di Savoia, il 23 luglio 1575. Giunse a Torino nel maggio 1576 e vi rimase per più di due anni, infatti la relazione in Senato fu presentata il 23 luglio 1578. Con il Piemonte Venezia intratteneva ottime relazioni e lo Zane riportò parole di stima nei confronti del duca Emanuele Filiberto.
Già il 6 dicembre seguente fu eletto ambasciatore nel Regno di Portogallo, per recare gli omaggi della Repubblica al nuovo re Enrico I. Si trattava di un momento drammatico per lo Stato iberico, che vedeva sul trono un ex arcivescovo privo di eredi diretti, il che avrebbe consentito a Filippo II di Spagna di succedergli. Lo Zane raggiunse Lisbona l'anno seguente, poco prima della scomparsa di Enrico I e dell'effettiva acquisizione del Regno da parte di Filippo II.
Con l'unione delle due corone, divenne ambasciatore a Madrid. In Spagna rimase fino al novembre 1583, assistendo alla crisi seguita all'insurrezione delle Province Unite. Nella relazione, lo Zane constatava che la Spagna poteva mantenere un solido controllo sui portoghesi i quali, pur insofferenti ai nuovi dominatori, mancavano di una guida, di uomini e di risorse necessari a una ribellione. Constatò inoltre che, benché con la Santa Sede i rapporti fossero ormai compromessi, con Venezia gli spagnoli mantenevano delle buone relazioni, probabilmente per far fronte alla comune minaccia turca.
Già prima di tornare a Venezia, fu eletto savio di Terraferma per il secondo semestre 1583 e poi ancora per il semestre successivo. Il 5 maggio 1584 fu scelto ancora per una missione, questa volta presso l'imperatore Rodolfo II d'Asburgo. Il 26 settembre successivo inviò da Trento il primo dispaccio, raggiungendo poi Praga. Durante il mandato affrontò alcuni contrasti dovuti ai pirati uscocchi, formalmente sudditi austriaci e per questo protetti dall'imperatore. Più rilassati i rapporti sul fronte anti-turco: Rodolfo, pur essendo un uomo debole e sempre più lontano dalla politica, riteneva prioritaria la lotta agli infedeli essendo profondamente religioso (retaggio della giovinezza trascorsa alla corte spagnola).
Tornato in patria il 24 agosto 1587, riprese a fare politica nella capitale. Il 21 maggio 1588 fu creato provveditore alle Pompe, mentre tra il 1589 e il 1591 fu capitano di Verona, dove lavorò per fermare le violenze degli aristocratici. La carriera diplomatica riprese al termine di questo mandato, visto che il 29 luglio 1591 fu nominato bailo di Costantinopoli.
Il suo mandato cominciò già pochi mesi dopo (il primo dispaccio è dell'11 novembre); questo perché il suo predecessore, Girolamo Lippomano, accusato di tradimento, si era annegato gettandosi dalla nave che lo riportava in patria. Questa vicenda non influì sui rapporti tra turchi e veneziani, che attraversavano un periodo roseo grazie all'apertura della "scala" di Spalato, con notevoli vantaggi commerciali. Nella relazione conclusiva, letta in Senato nella primavera 1594, lo Zane giudicava che l'Impero ottomano, per quanto vasto e ricco di uomini e risorse, fosse gravemente segnato dalla corruzione e dalla rilassatezza dei costumi. Per quanto riguardava i rapporti con la Serenissima, constatava come essi fossero molto buoni: da un lato i turchi temevano che uno scontro con Venezia potesse suscitare la reazione della Spagna, dall'altro apprezzavano come il bailo mantenesse un profilo discreto, dedicandosi solo agli interessi della madrepatria e senza intromettersi in «negozj particolari».
Tornato in laguna, ricoprì vari altri incarichi: fu savio del Consiglio (secondo semestre 1594, primo semestre 1596, secondo semestre 1597, primo semestre 1599), savio alle Acque (1595-1597), riformatore dello Studio di Padova (1595-1597).

### Patriarca di Venezia
Il 28 gennaio 1600, quando ormai la sua brillante carriera sembrava volgere al termine, fu eletto dal Senato patriarca di Venezia. Fu una scelta sorprendente: uomo morigerato, di profonda cultura e abile nella diplomazia, tuttavia non aveva mai manifestato l'intenzione di abbandonare la politica, né tantomeno di abbracciare la vita consacrata. Di certo incontrò l'opposizione del papa, dato che lo Zane mancava di un'adeguata preparazione teologica e pastorale; in aggiunta, in quello stesso anno Venezia iniziò lo scavo del taglio di Porto Viro, con conseguenze per il limitrofo territorio Ferrarese da poco entrato nello Stato della Chiesa. Solo nell'agosto 1601 papa Clemente VIII ricevette a colloquio lo Zane, sottoponendolo a una sorta di esame; dopodiché lo consacrò nella basilica di San Silvestro e, per l'occasione, concesse l'indulgenza plenaria ai fedeli del patriarcato.
Di questi anni si ricorda una sua relazione sullo stato del patriarcato (1604), documento preziosissimo in quanto è il primo del genere ad esserci pervenuto e permette di ricostruire la situazione delle parrocchie che costituivano la diocesi.
Morì a solo tre anni dalla consacrazione, venendo sepolto in cattedrale.

## Genealogia episcopale
La genealogia episcopale è:
- Cardinale Guillaume d'Estouteville, O.S.B.Clun.
- Papa Sisto IV
- Papa Giulio II
- Cardinale Raffaele Sansone Riario
- Papa Leone X
- Papa Paolo III
- Cardinale Francesco Pisani
- Cardinale Alfonso Gesualdo di Conza
- Papa Clemente VIII
- Patriarca Matteo Zane